# IPad Pro (第四代)
第四代iPad Pro是一台由蘋果公司所開發、銷售的平板電腦。2020年3月18日，苹果在官网发布第四代iPad Pro，包括iPad Pro 11吋（第2代）及iPad Pro 12.9吋（第4代）。
第四代iPad Pro与上一任屏幕尺寸以及配色保持一致。另外，使用全面屏、Face ID、双摄模组（1200万广角+1000万超广角）、激光雷达模组、USB-C接口与A12Z仿生处理器，存储空间最高达到1TB。此外，Smart Keyboard也被更新到第3代，新一代Magic Keyboard配备有背光键盘和触控板。
第四代iPad Pro採用Apple A12Z處理器，而非已在iPhone 11使用的Apple A13系列。這也是第一款以Z作字尾的處理器型號，基準測試顯示A12Z的CPU效能與上代A12X大致相同。GPU方面，上代A12X擁有八核心，但其中一個被屏蔽，只以七核心運作，A12Z則啟用了全部八個核心，效能也提高了約8%此外，所有型號的記憶體都升級為6GB。

## 時間線
|  |